# Chrysochir aureus
Chrysochir aureus ist die einzige Art der Gattung Chrysochir innerhalb der Familie der Umberfische (Sciaenidae). Sie kommt in tropischen flachen Küstengewässern im Indopazifik vom Südosten Indiens über Sri Lanka bis Südchina vor. Sie ernährt sich vorwiegend von kleinen Krustentieren.
Die Art wird befischt und frisch oder getrocknet und gesalzen vermarktet. 

## Merkmale
Chrysochir aureus erreicht eine Länge von bis zu 30 Zentimetern und hat einen schlanken, seitlich abgeflachten Körper. Er ist oberseits metallischblau und wird zum Bauch hin silbrig. Auf dem Rücken finden sich dunklere Striche. Der Kopf ist relativ flach und etwa dreieckig geformt mit spitzer Schnauze. Er weist ein zentrales, nah beieinanderstehendes Porenpaar, drei Poren an der Schnauze, fünf am oberen Rand des Mauls und sechs am Unterkiefer auf. Das Maul ist groß und endständig und weist an der Spitze des Oberkiefers einen oder zwei Fangzähne auf, die auch bei geschlossenem Maul sichtbar sind. Die Kiemenreuse weist am oberen Teil des ersten Kiemenbogens vier oder fünf und im unteren Teil acht bis zehn schlanke Dornen auf. Das Seitenlinienorgan verläuft durch 47 bis 50 Schuppen. Die Rückenflosse weist im vorderen Teil zehn oder elf Hartstrahlen und im hinteren Teil einen Hartstrahl und 25 bis 28 Weichstrahlen auf. Die Brustflossen weisen einen Hartstrahl und 17 bis 19 Weichstrahlen auf. Die Bauchflossen sitzen nur knapp hinter den Brustflossen und noch vor der Rückenflosse und weisen einen Hartstrahl und fünf Weichstrahlen auf. Die Afterflosse hat zwei Hart- und sechs oder sieben Weichstrahlen. Die Schwanzflosse ist rautenförmig. Alle Flossen außer den gelben Brustflossen sind grau mit orangen Schattierungen.
Die karottenförmige Schwimmblase hat am vorderen Ende 27 bis 30 verzweigter Anhängsel.